# Kameničky (Ralská pahorkatina)
Kameničky (317 m n. m.) je vrch v okrese Česká Lípa Libereckého kraje. Leží asi 1 km jižně od obce Bohatice na jejím katastrálním území.

## Geomorfologické zařazení
Vrch náleží do celku Ralská pahorkatina, podcelku Zákupská pahorkatina, okrsku Cvikovská pahorkatina, podokrsku Brnišťská vrchovina a Bohatické části.

## Přístup
Automobilem se dá nejblíže přijet do Bohatic severně od vrchu. Odtud se dá po polní cestě dojít k vrcholu z východní strany. Na vrchol nevede žádná cesta, ale výstupu nic nebrání. V jihovýchodním sousedství vede červená turistická značka.